# 三井不動産苫小牧太陽光発電所
三井不動産苫小牧太陽光発電所（みついふどうさんとまこまいたいようこうはつでんしょ）は、北海道苫小牧市にある太陽光発電所。

## 概要
三井不動産が電気化学工業（現在のデンカ）と日本ゼオンが所有する不動産の有効活用や環境問題の解決に向けた活動をしている両者のニーズを考慮し、土地を賃借して施設を建設した。一般家庭の年間消費電力量約6,600世帯分の電力を発電し、北海道電力に売電している。

## 設備
ソーラーパネルはパナソニック製、パワーコンディショナーは東芝三菱電機産業システム（TMEIC）製を使用している。